# Sansheng, Chongqing
Sansheng (kinesiska: 三圣, 三圣镇) är en köping i sydvästra Kina. Den ligger i stadsdistriktet Beibei i storstadsområdet Chongqing, omkring 37 kilometer norr om det centrala stadsdistriktet Yuzhong. Antalet invånare är 19 305. Befolkningen består av 9 548 kvinnor och 9 757 män. Barn under 15 år utgör 11,0 %, vuxna 15-64 år 69 %, och äldre över 65 år 18,0 %.